# Gustav Laska
Gustav Laska (Praga, Txèquia, 23 d'agost de 1847 - Schwerin, 16 d'octubre de 1928) fou un compositor i contrabaixista alemany del Romanticisme.
Acabada a Praga la seva formació musical, el 1878 fou mestre de capella de la catedral de Schwerin.
Entre altres obres va escriure una òpera Der Kaisersoldat, i música orquestral i eclesiàstica, motets per a cors, càntics, etc. Per al seu instrument, a més d'un mètode, va escriure les obres segúents: Wiegenlied, per a contrabaix i piano, Op. 28 (Op. 89); Schlummerlied, per a contrabaix i piano; Rhapsodie (Fidelio Fanfaren Motiv), per a contrabaix i piano;	Konzertstück per a contrabaix, Op. 54.